# Breganica
 Breganica  falu Horvátországban Zágráb megyében. Közigazgatásilag Szamoborhoz tartozik.

## Fekvése
Zágrábtól 28 km-re, községközpontjától 8 km-re nyugatra a Zsumberk-Szamobori-hegység délkeleti lejtőjén, az azonos nevű patak mentén fekszik.

## Története
1251-ben még birtokként „Bregana terra exempta” néven említik. Faluként 1783-ban az első katonai felmérés térképén „Dorf Mala Bregana” néven szerepel. 1857-ben 54, 1910-ben 84 lakosa volt. Trianon előtt Zágráb vármegye Szamobori járásához tartozott. 2011-ben 65 lakosa volt.

## Lakosság
| Lakosság változása | Lakosság változása | Lakosság változása | Lakosság változása | Lakosság változása | Lakosság változása | Lakosság változása | Lakosság változása | Lakosság változása | Lakosság változása | Lakosság változása | Lakosság változása | Lakosság változása | Lakosság változása | Lakosság változása | Lakosság változása |
| ------------------ | ------------------ | ------------------ | ------------------ | ------------------ | ------------------ | ------------------ | ------------------ | ------------------ | ------------------ | ------------------ | ------------------ | ------------------ | ------------------ | ------------------ | ------------------ |
| 1857               | 1869               | 1880               | 1890               | 1900               | 1910               | 1921               | 1931               | 1948               | 1953               | 1961               | 1971               | 1981               | 1991               | 2001               | 2011               |
| 54                 | 59                 | 60                 | 66                 | 68                 | 84                 | 81                 | 97                 | 91                 | 75                 | 72                 | 72                 | 69                 | 63                 | 68                 | 65                 |

## Nevezetességei
Határában a Breganica-patak völgye felett található a Tündér-barlang (Vilinska jama). A barlang központi része 12 méter mély, 10 méter széles és 8 méter magas. 
Innen jobbra egy rövid folyosó vezet egy kisebb üregbe, majd ebből egy még kisebbe. A barlangot valószínűleg már az ősember is használta, melyet az is igazol, hogy az alatta csörgedező patakból kőbalta került elő.

## Külső hivatkozások
- Szamobor hivatalos oldala
- A barlang képes ismertetője Archiválva 2012. február 4-i dátummal a Wayback Machine-ben
- Szamobor város turisztikai egyesületének honlapja
- Az első katonai felmérés térképe (1763-1787)